# Heinrich Friedrich von Friesen
Heinrich Friedrich Graf von Friesen (* 26. August 1681 in Holland; † 8. Dezember 1739 in Cette) war ein kursächsischer General der Infanterie und Diplomat.

## Leben
Er entstammte der alten Adelsfamilie von Friesen und war der Sohn von Graf Julius Heinrich von Friesen (* 17. Juni 1657; † 28. August 1706) und Amalia Catharina von Dohna (* 12. November 1658; † 18. Dezember 1707). Seine Schwester Charlotte Johanna Maximiliana war mit dem Minister Adolph Magnus von Hoym verheiratet.
Nach seiner Grand Tour durch Frankreich und England ging er in russische Kriegsdienste. Er kämpfte im Großen Nordischen Krieg in der Schlacht von Pultawa und im Vierten Russischen Türkenkrieg am Pruth. Um 1712 kam er als Oberst in sächsische Dienste. 1713 wurde er Kammerherr und kam 1714 als Gesandter nach Dänemark. Er wurde 1715 Generalmajor und von Brosse abgelöst. Abschliend nahm er am Pommernfeldzug 1715/1716 teil. 1716 ging er gegen Aufständische in Polen vor, aber mir solcher Härte, dass der König ihn abberufen musste. Zudem hatte er sich auch mit dem Feldmarschall Graf Jacob Heinrich von Flemming zerstritten. Daher ging er an den Hof. So wurde er 1719 Oberfalknermeister. Im Jahr 1726 wurde er Besitzer der Herrschaft Königsbrück mit dem Rittergut Cosel in der Oberlausitz, die er von der Freiin Johanna Margarethe von Schellendorf, geborene von Friesen, erwarb, außerdem wurde er sächsischer Generalleutnant. Am 14. Juni 1727 wurde er Oberkammerherr mit dem Charakter als Kabinettsminister. Am 3. August 1727 bekam er den weißen Adlerorden.
Am 19. Februar 1731 wurde er noch General der Infanterie, 1732 Generalkommandant der sächsischen Leibgarde in Polen, das Kommando gab er nach dem Tod des Königs am 1. Februar 1733 wieder ab. 1734 wurde er Gouverneur von Dresden und zog sich eigentlich vom Militär zurück. Am 7. Oktober 1736 war er einer der ersten Empfänger des St.-Heinrichs-Ordens.
Aber mit dem Sturz von Minister Sulkowski 1738 wurde er Kommandeur der Leibgarde zu Fuß. Aber Friesen erkrankte und zog sich auf sein Schloss zurück, doch es wurde schlimmer und er beschloss eine Kur in Montpellier zu machen. Er starb auf der Rückreise von Montpellier in Cette am 8. Dezember 1739.

### Familie
Er heiratete am 3. Juni 1725 Augusta Constantia von Cosel (1708–1728). Sie war eine illegitime Tochter von Kurfürst Friedrich August I. von Sachsen mit Constantia Gräfin von Cosel. Aus der Ehe ging unter anderem der Sohn August Heinrich (1727–1755) hervor.